# Nord LB Open 2005
Il Nord LB Open 2005 è stato un torneo di tennis facente parte della categoria ATP Challenger Series nell'ambito dell'ATP Challenger Series 2005. Il torneo si è giocato a Braunschweig in Germania dal 13 al 19 giugno 2005 su campi in terra rossa.

## Vincitori

### Singolare
Óscar Hernández ha battuto in finale  Nicolás Lapentti con il punteggio di 6–3, 6–3

### Doppio
Enzo Artoni /  Álex López Morón hanno battuto in finale  Massimo Bertolini /  Tom Vanhoudt con il punteggio di 5–7, 6–4, 7–6(12)